# Spiranthera atlantica
Spiranthera atlantica är en vinruteväxtart som beskrevs av Pirani. Spiranthera atlantica ingår i släktet Spiranthera och familjen vinruteväxter. Inga underarter finns listade i Catalogue of Life.